# Burfordville Covered Bridge
Die Burfordville Covered Bridge ist die älteste erhaltene gedeckte Holzbrücke im US-Bundesstaat Missouri. Sie befindet sich am östlichen Rand von Burfordville am State Highway HH, der von der Missouri Route 34 abzweigt. Die Brücke ist nicht mehr befahrbar, kann aber noch zu Fuß überquert werden.

## Geschichte
Die Brücke wurde wahrscheinlich im Auftrage einer privaten Mautstraßengesellschaft von Joseph Lansmon, einem Bauunternehmer aus der Region, erstellt. In einem der Pfeiler ist die Jahreszahl 1858 eingehauen, was wahrscheinlich der Baubeginn war. Es ist unklar, ob die Brücke vor oder nach dem Sezessionskrieg fertiggestellt wurde. In den Zeitungsberichten aus St. Louis über den Brand der neben der Brücke stehenden Bollinger Mühle im Jahr 1861, wurde die Brücke nicht erwähnt. Nach dem Sezessionskrieg wurde sie aber zu einer wichtigen Verbindung, insbesondere für Landwirte, die das Getreide mit Fuhrwerken zur Mühle brachten.
Die Straße, die durch die Brücke führte, war Teil der privat betriebenen Mautstraße von Cape Girardeau am Mississippi über Jackson nach Burfordville, Jackson und Cape Girardeau. Mautgebühren wurden bis 1906 erhoben, bis örtliche Landwirte die Schranken aufbrachen und die Straßen benutzten, ohne zu bezahlen. Sie hatten keine Geduld auf die Abschaffung der Mautgebühren durch die Gerichte zu warten.
Mit der Eröffnung der Missouri Route 34 im Jahre 1932 wurde die Brücke nicht mehr für den Durchgangsverkehr benötigt. Sie wurde im Mai 1970 in das National Register of Historic Places (NRHS) aufgenommen.

## Konstruktion

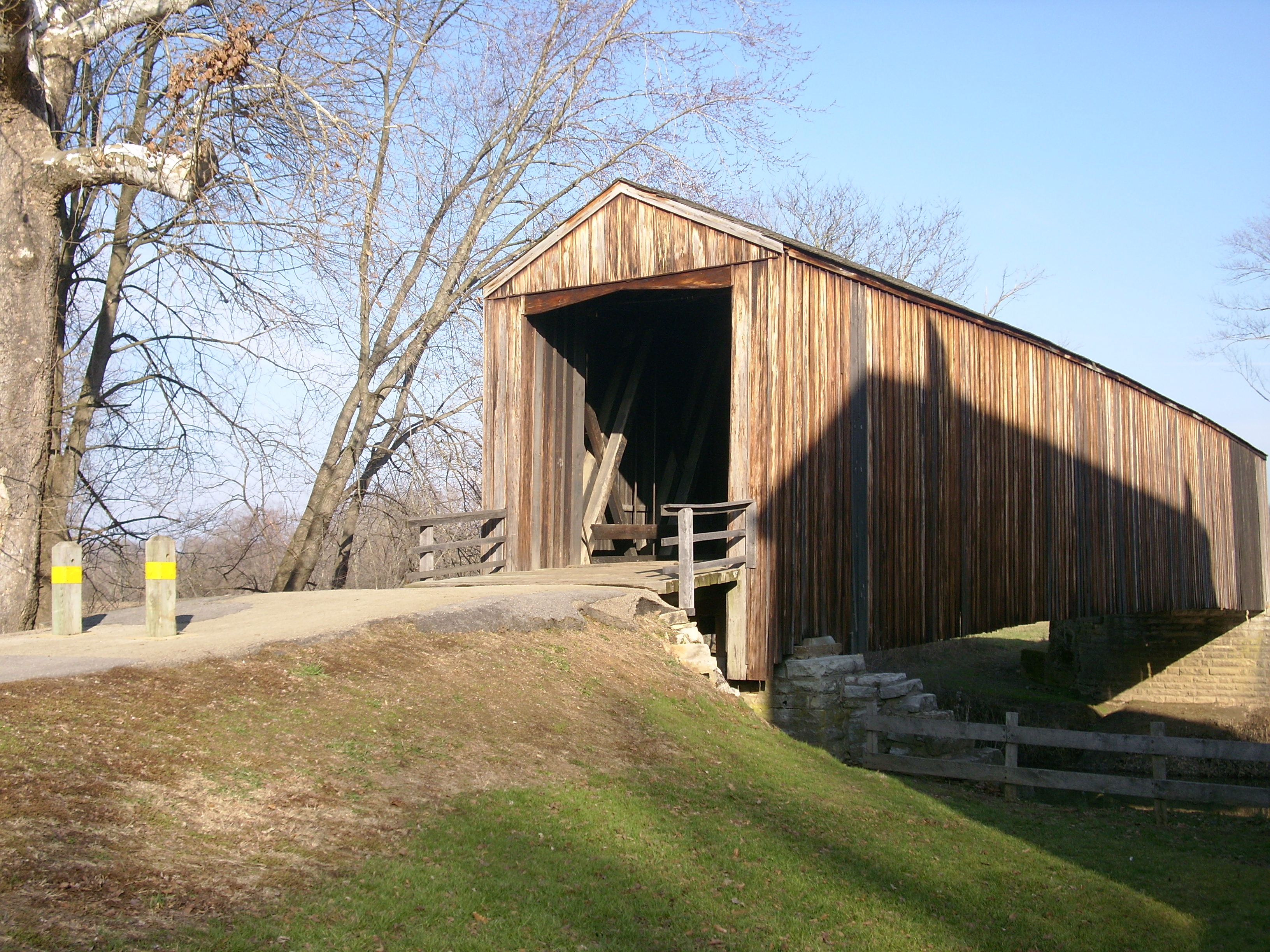
Brücke im Dezember 2007

Die gedeckte Brücke besteht aus einem 140 Fuß (43 Meter) langem Hauptträger aus Tulpenbaumholz und zwei Vorbrücken. Bei der Renovation wurde die Verkleidung, die Vorbrücken und einige weitere Teile durch druckimprägnierte Douglasie ersetzt. Der Hauptträger wurde nach den Plänen von Howe gebaut, der die Bauweise 1840 patentieren ließ. Er verwendet für die auf Zug belasteten Brückenteile Rundeisenstangen statt Holz. Somit wurden die vertikalen Teile des 14-feldrigen Fachwerks aus Eisen ausgeführt, die diagonalen Windverbände aber aus Holz. Der Träger war durch ein Dach vor der Witterung geschützt. Die seitliche Verkleidung verhinderte, dass Tiere scheuten, wenn sie das unter der Brücke fließende Wasser sahen.
Die Burfordville Covered Bridge ist die älteste der vier im Bundesstaat Missouri erhaltenen gedeckten Brücken. Die anderen drei sind die  Locust Creek Covered Bridge von 1868, die Union Covered Bridge von 1870 und die Sandy Creek Covered Bridge von 1872.